# RKSV Volendam in het seizoen 1968/69
Het seizoen 1968/1969 was het 14e jaar in het bestaan van de Volendamse betaaldvoetbalclub RKSV Volendam. De club kwam uit in de Nederlandse Eredivisie en eindigde daarin, na een tweetal beslissingswedstrijden, op de 17e plaats. Dit betekende dat de club rechtstreeks degradeerde naar de Eerste divisie. Tevens deed de club mee aan het toernooi om de KNVB Beker, hierin werd in de derde ronde verloren van Heracles (1–2).

## Wedstrijdstatistieken

### Eredivisie
|       | ADO   | Ajax  | AZ '67 | DOS   | DWS   | Feijenoord | Fortuna SC | Go Ahead | Holland Sport | GVAV  | MVV   | NAC   | N.E.C. | PSV   | Sparta | Telstar | FC Twente '65 |
| ----- | ----- | ----- | ------ | ----- | ----- | ---------- | ---------- | -------- | ------------- | ----- | ----- | ----- | ------ | ----- | ------ | ------- | ------------- |
| Thuis | 0 – 0 | 0 – 2 | 2 – 1  | 3 – 1 | 0 – 1 | 2 – 5      | 3 – 1      | 0 – 3    | 2 – 0         | 0 – 1 | 1 – 1 | 0 – 0 | 0 – 0  | 1 – 1 | 1 – 0  | 1 – 2   | 2 – 1         |
| Uit   | 4 – 0 | 2 – 0 | 0 – 0  | 0 – 0 | 2 – 1 | 1 – 0      | 1 – 1      | 1 – 0    | 0 – 0         | 2 – 1 | 1 – 0 | 3 – 0 | 0 – 0  | 4 – 2 | 1 – 1  | 2 – 0   | 1 – 0         |

### Beslissingswedstrijd
| Beslissingswedstrijd                                                                       | Volendam                   | 0 – 0            | AZ '67         |
| 11 juni 1969 Plaats: Amsterdam De Meer Toeschouwer: 15.000 Scheidsrechter: Wim Schalks     |                            | Wedstrijdverslag |                |
| Beslissingswedstrijd                                                                       | DOS                        | 2 – 1 (0 – 0)    | Volendam       |
| 15 juni 1969 Plaats: Amsterdam De Meer Toeschouwer: 18.000 Scheidsrechter: Arie van Gemert | George in 't Veld 77', 78' | Wedstrijdverslag | 69' Jan Mühren |

### KNVB Beker
| 1e ronde                                       | Eindhoven         | 0 – 1 (0 – 1) | Volendam                                       |
| 15 september 1968 Plaats: Eindhoven Aalsterweg |                   |               | 14' Jack Hoogland                              |
| 2e ronde                                       | Limburgia         | 1 – 3 (1 – 0) | Volendam                                       |
| 10 november 1968 Plaats: Brunssum Venweg       | Willy Coolen 6'   |               | 53' Johan Pelk 59' Meeuwis Majoor 88' Jan Bond |
| 3e ronde                                       | Volendam          | 1 – 2 (0 – 0) | Heracles                                       |
| 9 maart 1969 Plaats: Volendam Julianaweg       | Jack Hoogland 88' |               | 60' Pavle Dolezar 75' André Hulshorst          |

## Statistieken Volendam 1968/1969

### Eindstand Volendam in de Nederlandse Eredivisie 1968 / 1969
| Stand | Gespeeld | Gewonnen | Gelijk | Verloren | Punten | Doelpunten voor | Doelpunten tegen |
| ----- | -------- | -------- | ------ | -------- | ------ | --------------- | ---------------- |
| 17e   | 34       | 6        | 11     | 17       | 23     | 24              | 45               |

### Topscorers
| #                 | Naam           | Goal |
| ----------------- | -------------- | ---- |
| 1.                | Wim Kras       | 4    |
| 2.                | Jan Bond       | 3    |
| 2.                | Jan Mühren     | 3    |
| 2.                | Jaap Tol       | 3    |
| 5.                | Jack Hoogland  | 2    |
| 5.                | Klaas Plat     | 2    |
| 5.                | Dick Sier      | 2    |
| 8.                | Jaap Bond      | 1    |
| 8.                | Jac Jonk       | 1    |
| 8.                | Meeuwis Majoor | 1    |
| 8.                | Johan Pelk     | 1    |
| Onbekend doelpunt |                |      |
| –                 | Onbekend       | 1    |
| Totaal            | Totaal         | 24   |

| #      | Naam       | Goal |
| ------ | ---------- | ---- |
| 1.     | Jan Mühren | 1    |
| Totaal | Totaal     | 1    |

| #      | Naam           | Goal |
| ------ | -------------- | ---- |
| 1.     | Jack Hoogland  | 2    |
| 2.     | Jan Bond       | 1    |
| 2.     | Meeuwis Majoor | 1    |
| 2.     | Johan Pelk     | 1    |
| Totaal | Totaal         | 5    |